# Hendrik Van Doorn
Hendrik Van Doorn (geboren in 1968) werkte 16 jaar samen met Toneelgroep Ceremonia van Eric De Volder als acteur en vormgever. Hij was er te zien in een lange reeks markante producties (samen met Ineke Nijssen en Geert Vanoorlé). In 2011 danste Van Doorn in de laatste Ceremonia-productie aan de zijde van Lisi Estaras en Nicolas Vladyslav in samenwerking met Les Ballets C de la B. Het betekende een volgende stap in zijn ontwikkeling als speler/maker waarbij de focus meer op het aspect beweging kwam te liggen. Vervolgens speelde hij in de productie PUT van Yahya teryn, waar Van Doorn als speler en danser werd ingezet. Voorts acteerde Van Doorn in televisieseries als Witse, Professor T en Cordon 2. Hij was ook te zien in de film, die deel uitmaakte van de succesproductie Five Easy Pieces (MILO RAU / CAMPO). Momenteel legt Van Doorn samen met Tibaldus de laatste hand aan Het Huwelijk van Gombrowicz, in samenwerking met het Toneelhuis.

## Andere talenten
Hendrik Van Doorn is afgestudeerd als grafisch vormgever aan het Hoger Sint-Lucasinstituut te Gent. Hij heeft zich na zijn diensttijd ontwikkeld als acteur en danser. Maar zijn talent als grafisch vormgever gebruikt hij ook nog regelmatig. Zo ontwerpt hij  affiches en rekwisieten voor toneelgroep Ceremonia. De poppen uit Au nom de père zijn ook grotendeels van zijn hand.